# محمد الحبيب الفرقاني
محمد حبيب الفرقاني (1926- 21 أغسطس 2008) ، هو كاتب، مؤرخ وسياسي مغربي ولد في قرية أزرو قريبا من مراكش.  لعب دورا هاما خلال النضال من أجل الاستقلال، مما أدى إلى نفيه سنتان خارج المغرب وذلك ما بين 9 ديسمبر 1952 و14 يناير يناير 1954، كما تم سجنه مرتين من قبل الفرنسيين.
درس محمد الحبيب في مدرسة بن يوسف بمدينة مراكش قبل أن ينضم إلى حركة الاستقلال الوطني في العام 1943. أما أول مقالاته المنشورة فقد ظهرت في مجلة التقدم ولقيت العديد من المتابعين والمهتمين، كما كان أحد رؤساء تحرير مجلة الأديب (بالفرنسية: revue des lettres)‏ بالإضافة إلى صحيفة المحرر، وقد كتب مجلدين من الشعر حملا اسم النجوم بين يدي (1965) ودخان من الأزمنة المحترقة، كما كان عضوا في البرلمان وذلك ما بين 1978 و2002.

## الحياة المُبكرة
ولد  محمد الحبيب الفرقاني يوم  18/12/1922 بدوار ازرو المطل على واد غيغاية  قرب مدينة تحناوت على الطريق الرابط بين مراكش وأسني على بعد 32 كلم من مدينة مراكش باقليم الحوز، بقبيلة غيغاية السفلى. من اسرة عالمة متواضعة تلقى تعليمه الاولي على يد ابيه محمد الفرقاني الذي كان عالما وفقيها متخصصا في الفقه والنحو والبلاغة والصرف والميراث وخاصة علم التوقيت  والذي تلقى تعليمه بدوره علي يد ابيه  مبارك الفرقاني مؤسس مدرسة ازرو العتيقة في عهد السلطان الحسن الاول.

## المسيرة المهنية
وفي سنة 1938 التحق مباشرة بكلية ابن يوسف بمراكش ليجد نفسه في جو طلابي مفتوح ومتنور رفقة مجموعة حية من الطلاب كالحبيب بن موح والفقيه محمد البصري وبوشعيب الدكالي ومحمد الفكيكي وعبد السلام الجبلي ومحمد بن القاضي الاعتابي، وفي سنة 1947 حصل على شهادة العالمية من القسم الأدبي بكلية ابن يوسف
تولى إدارة مدرسة  الفتح الحسنية الحرة  بباب دكالة التي وصل عدد التلاميد المسجلين بها إلى نحو 1600 تلميد وفي ظرف وجيز وبعدها انتقل إلى إدارة مدرسة النصر الحسنية الحرة بتالبرجت باكادير.
وفي سنة 1951 تم نفيه إلى مسقط راسه بازرو تحت الإقامة الجبرية هناك، وفي عام 1958  التحق بالحركة الاتحادية بعدما كان مفتشا عاما لحزب الاستقلال بمدينة اكادير، حيث سيساهم بحسه التنظيمي والتربوي المتميز في تاسيس حوالي 37 فرعا للحزب باقليم الحوز حيث كان رجل ميدان تـنـظيمي جد مميز كان بمرجعيته البيداغوجية التربوية التواصلية يحسن قراءة الانفس وطبائع الناس مما يسهل معه قيادة الناس واقناعهم وتوجيههم.
كما نال نصيبه من التنكيل في زمن الاستعمار، نال أيضا نصيبا وافرا من القمع والتنكيل في زمن الاستقلال، هذا الاستقلال الذي كان يعتبره الحبيب الفرقاني ناقصا ما لم يستكمل معه البناء الوطني بدء من تبني الإصلاحات السياسية والدستورية، فتعرض للاعتقال إبان سنوات الجمر مرتين في 16 يوليوز سنة 1963 ثم سنة 1969 حيث اعتقل رفقة آخرين ونقلوا إلى معتقل سري ثم نقل إلى دار المقري التي مكث بها مدة سبعة أشهر عانى خلالها من مختلف أصناف التعذيب، لتتم محاكمته وزملاؤه تحت اسم “مجموعة الحبيب الفرقاني الغيغائي” في محاكمة مراكش الكبرى التي تمت في محكمة الجنايات بمراكش في 14 يونيو 1971، أصدرت المحكمة المذكورة أحكامها التي تمثلت في الاعدامات والسجن المتراوحة مدته بين 30 سنة وستة أشهر. وقد شملت هذه الأحكام مجموعة من المناضلين والمقاومين بدائرة أمزميز، نال منها الفرقاني عشر سنوات سجنا، كما حكم بسنتين حبسا نافدة في حق كل من المناضلين: الهاشمي مسحيق واسماعيل اسكور والحسين بزبوز، وحميد البشيري ومحمد رشاد ومحمد الماضي ومحمد قروش وعلي نايت الحسين. ولم يستعد الفرقاني حريته إلا سنة 1977.
يتوزع إنتاجه بين الكتابة الشعرية، المقالة الأدبية والسياسية والدراسة التاريخية. وقد نشر كتاباته بعدة صحف ومجلات: التقدم، العلم، التحرير، المحرر، الاتحاد الاشتراكي، أنوال، رسالة المغرب، الثقافة المغربية، رسالة الأديب.

## قائمة أعماله
- الثورة الخامسة
- نجوم في يدي (ديوان شعري)
- دخان من الأزمنة المحترقة (ديوان شعري)
- المغرب في أزمته الثالثة